# Oued Mazafran
Oued Mazafran är ett vattendrag i Algeriet.   Det ligger i provinsen Tipaza, i den norra delen av landet, 22 km väster om huvudstaden Alger.